# Wizards of the Coast
Wizards of the Coast LLC (WotC (/ˈwɒtˌsiː/) sau Wizards) este o editură americană de jocuri, specializată în principal pe jocuri cu teme de fantezie și științifico-fantastice, și anterior un operator de magazine de vânzare cu amănuntul pentru jocuri. În prezent este o filială a companiei Hasbro, care a cumpărat-o în 1999. În timpul unei reorganizări din februarie 2021 la Hasbro, a devenit partea principală a noii sale divizii „Wizards & Digital”.
Inițial o editură de jocuri de rol, compania a creat și a popularizat genul jocurilor de cărți de colecție odată cu Magic: The Gathering⁠(d) la mijlocul anilor 1990. A achiziționat, de asemenea, popularul joc de rol Dungeons & Dragons, cumpărând TSR și și-a sporit succesul prin publicarea Pokémon Trading Card Game. Sediul corporativ al companiei este situat în Renton, Washington, parte a zonei metropolitane Seattle.
Wizards of the Coast publică jocuri de rol, jocuri de societate și jocuri cu cărți de schimb. Compania a primit numeroase premii, inclusiv mai multe premii Origins. A produs, de asemenea, seturi de cărți de sport și serii de fotbal, baseball, baschet și fotbal american.

## Jocuri produse

### Jocuri de societate

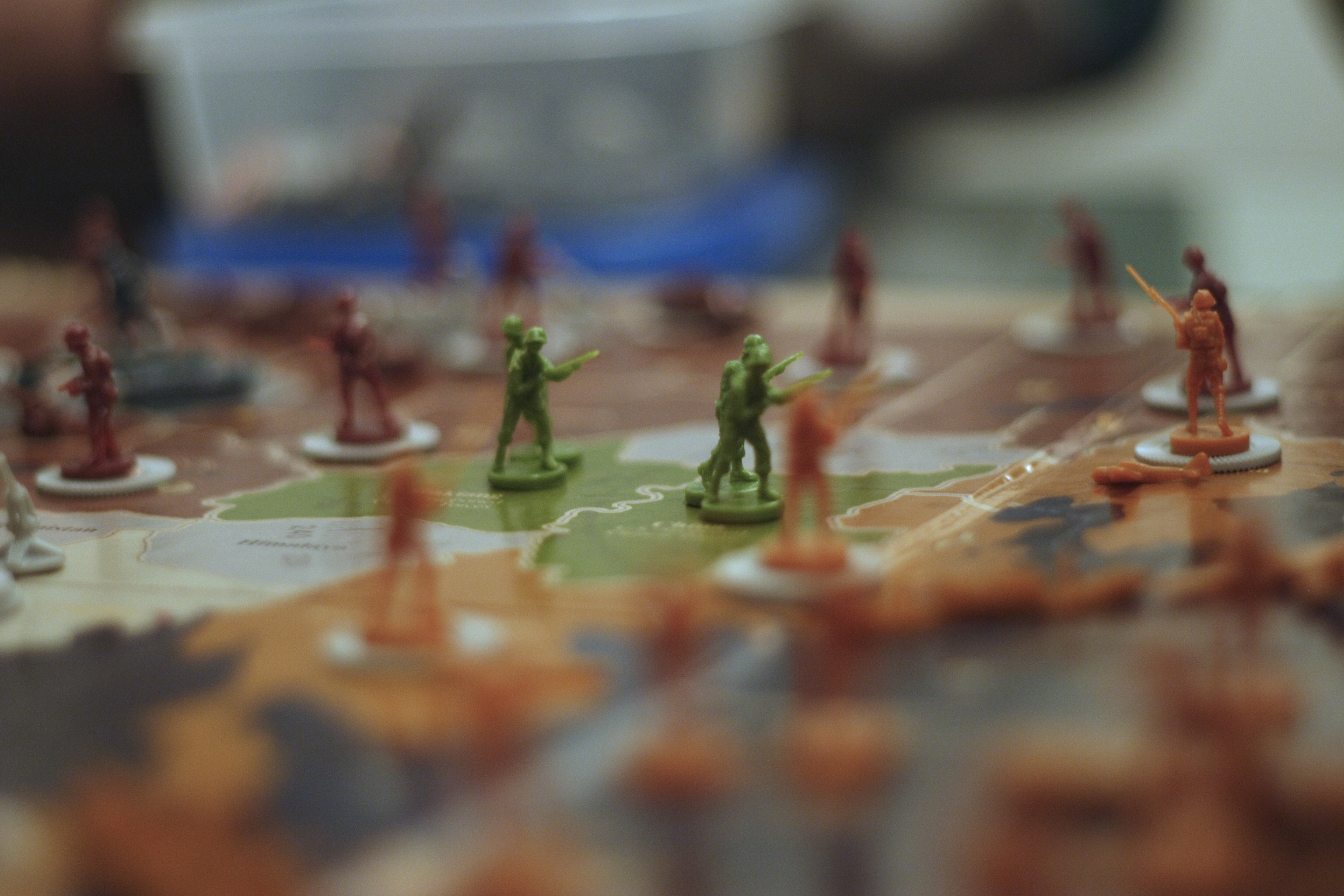
Axis & Allies: (Revised Edition) (2004)

- Axis & Allies (Revised Edition)⁠(d) (o serie de jocuri de societate de strategie despre al Doilea Război Mondial), la fel și spinn-off-urile D-Day⁠(d), Europe⁠(d), Pacific⁠(d) și Battle of the Bulge⁠(d)[8]
- Betrayal at House on the Hill⁠(d)
- Diplomacy⁠(d)
- Lords of Waterdeep⁠(d)
- Monsters Menace America⁠(d)
- Magic the Gathering: Arena of the Planeswalkers
- Nexus Ops⁠(d)
- Risk 2210 A.D.⁠(d) șiRisk Godstorm⁠(d)
- RoboRally⁠(d)
- Vegas Showdown⁠(d)

### Jocuri de cărți de colecție
- BattleTech Trading Card Game⁠(d)
- C-23⁠(d)[9]
- Codename: Kids Next Door⁠(d)
- Duel Masters Trading Card Game⁠(d)
- Dune⁠(d)
- Harry Potter Trading Card Game⁠(d)
- Hecatomb⁠(d)
- Hercules: The Legendary Journeys⁠(d)[9]
- Magic: The Gathering⁠(d)
- MLB Showdown⁠(d)
- NBA Showdown⁠(d)
- Neopets Trading Card Game⁠(d)
- Netrunner⁠(d)
- NFL Showdown⁠(d)
- Pokémon Trading Card Game⁠(d) (drepturi de autor Nintendo din 2003)
- The Simpsons Trading Card Game⁠(d)
- Star Sisterz⁠(d)
- Star Wars: The Trading Card Game⁠(d)
- WCW NITRO Trading Card Game
- Vampire: The Eternal Struggle⁠(d) (anterior Jyhad)
- Xena: Warrior Princess⁠(d)[9]
- Xiaolin Showdown Trading Card Game⁠(d)

### Jocuri de miniaturi
- Axis & Allies Miniatures⁠(d)
- Dreamblade⁠(d)
- Dungeons & Dragons Miniatures Game⁠(d)
- Star Wars Miniatures⁠(d)
- Heroscape⁠(d)

### Jocuri online
- Magic: The Gathering Online⁠(d)
- Magic Duels⁠(d)
- Magic: The Gathering Arena⁠(d)

### Jocuri RPG
- Alternity⁠(d)
- Ars Magica⁠(d)
- D20 Modern⁠(d)
- D20 system⁠(d)
- Dream Craft⁠(d)
- Dungeons & Dragons
- Everway⁠(d)
- Gamma World⁠(d)
- Marvel Super Heroes Adventure Game
- Star Wars Roleplaying Game⁠(d)
- The Primal Order⁠(d)

### Jocuri de cărți de sine stătătoare
- Alpha Blitz⁠(d)
- Filthy Rich
- Guillotine
- Pivot⁠(d)
- The Great Dalmuti⁠(d)
- Three-Dragon Ante⁠(d)

### Serii de romane de fantezie
- Dragonlance
- Eberron⁠(d)
- Forgotten Realms
- Greyhawk⁠(d)
- Legend of the Five Rings⁠(d)
- Magic: The Gathering⁠(d) (don  1998)
- Planescape⁠(d)
- Ravenloft⁠(d)

## Studiouri

### Prezente
- Archetype Entertainment
- Atomic Arcade
- D&D Beyond
- Invoke Studios
- Mirrorstone Books
- Studio X
- Skeleton Keys
- Wizards Kids Studio

### Foste
- Avalon Hill
- Last Unicorn Games
- TSR, Inc.